# El Ocote, Chicoasén
El Ocote är en ort i Mexiko.   Den ligger i kommunen Chicoasén och delstaten Chiapas, i den sydöstra delen av landet, 700 km öster om huvudstaden Mexico City. El Ocote ligger 921 meter över havet och antalet invånare är 156.
Terrängen runt El Ocote är kuperad åt nordost, men åt sydväst är den bergig. Runt El Ocote är det ganska glesbefolkat, med 47 invånare per kvadratkilometer. Närmaste större samhälle är San Fernando, 19,0 km sydväst om El Ocote. I omgivningarna runt El Ocote växer huvudsakligen savannskog.